# Окуйо-Мару
Окуйо-Мару — корабель, який під час Другої світової війни брало участь у операціях японських збройних сил. 
Судно спорудили в 1938 році на верфі Mitsubishi Jukogyo для компанії Toyo Kisen.
У 1941-му «Окуйо-Мару» реквізували для потреб Імперського флоту Японії і переобладнали у канонерський човен. На момент вступу Японії у Другу світову війну він належав до 2-го дивізіону канонерських човнів зі складу Третього флоту.
4 – 7 грудня 1941-го «Окуйо-Мару» ескортував конвой з Окінави до Кіруну (наразі Цзілун на Тайвані), а 1 – 8 січня 1942-го пройшов з конвоєм із Такао (наразі Гаосюн на Тайвані) до порту Давао (південне узбережжя філіппінського острова Мінданао). Відомо, що 22 та 31 січня «Окуйо-Мару» був у Давао, а 3 – 14 ескортував транспорти з Давао до острова Бангка (біля південно-східного завершення острова Сулавесі), а потім до Амбону (південна частина Молуккського архіпелагу).
15 березня 1942-го 2-й дивізіон канонерських човнів розформували, а «Окуйо-Мару» передали до Другого Південного експедиційного флоту (утворений за кілька діб до того для контролю над захопленими територіями Нідерландської Ост-Індії). Відносно подальшої служби «Окуйо-Мару» відомо, що 16 березня та 9 квітня 1942-го він перебував у Макассарі (південно-західний півострів острова Сулавесі), а 9 травня у Купанзі (острів Тимор).
В першій половині березня 1943-го «Окуйо-Мару» прослідував з Була (острів Серам на сході Індонезії) до Каюмера (Kajoemerah) на південно-західному узбережжі Нової Гвінеї.
1 січня 1944-го «Окуйо-Мару» здійснював проведення конвою біля Амбону, де був виявлений американським підводним човном USS Ray. Субамарина поцілила «Окуйо-Мару» трьома торпедами, що призвело до загибелі корабля.